# Greensboro (Indiana)
Greensboro – miasto w Stanach Zjednoczonych, w stanie Indiana, w hrabstwie Henry.